# 少毛爆杖花
少毛爆杖花（学名：Rhododendron spinuliferum var. glabrescens）为杜鹃花科杜鹃花属下的一个变种。

## 扩展阅读
- 維基物種上的相關：少毛爆杖花